# Ruben Olivares

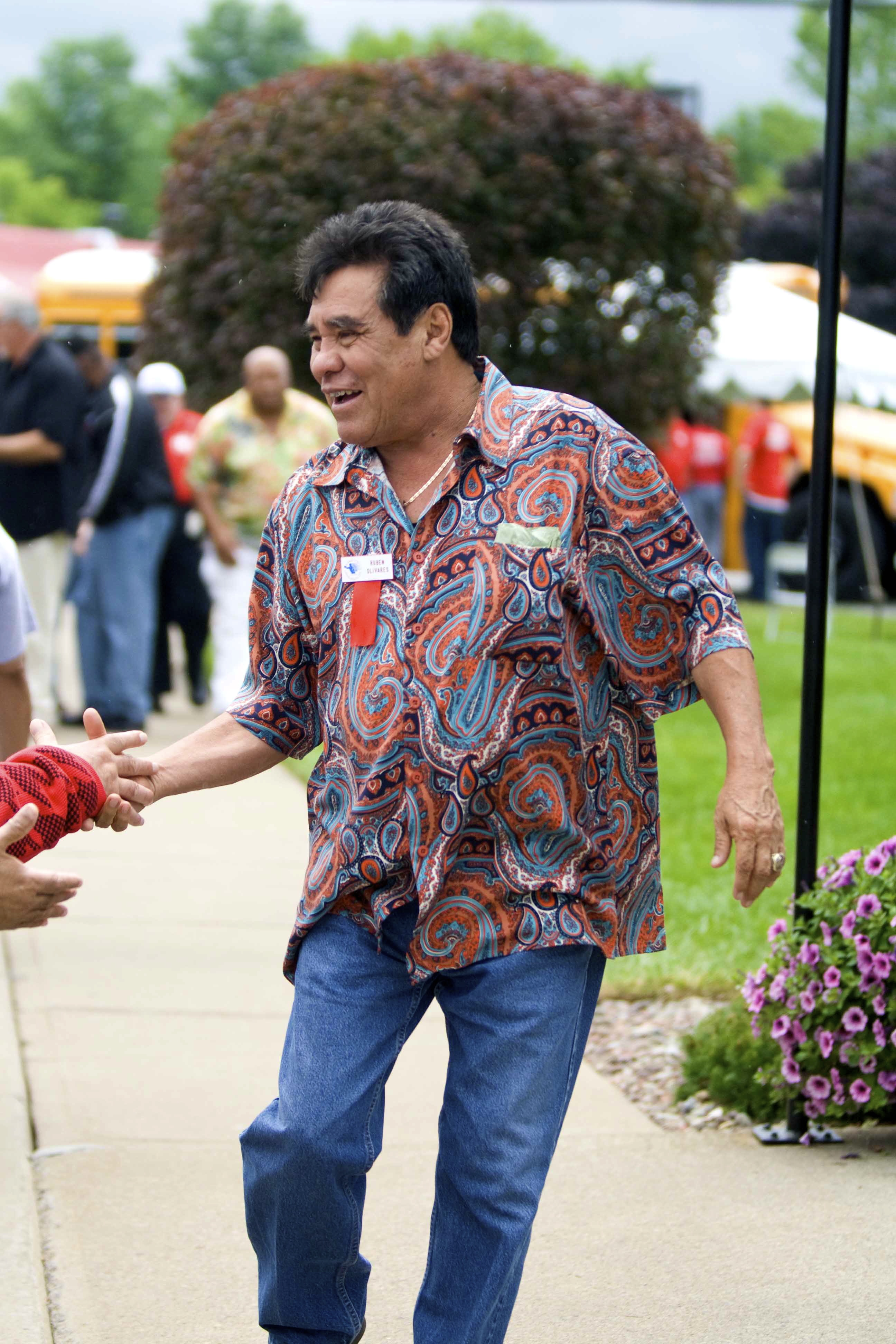
Rubén Olivares.

Rubén Olivares (född 14 januari 1947 i Mexico City) är en mexikansk boxare och flerfaldig världsmästare.
Olivares debuterade som proffs 1964 och gjorde sig snabbt ett namn som fruktad knockout-kung. Sin första VM-titel erövrade han 1969 när han besegrade Bantamviktsmästaren Lionel Rose från Australien. Han höll titeln fram till 1972 då han förlorade titeln till landsmannen Rafael Herrera.
Efter detta vandrade Olivares uppåt i viktklasserna och 1974 erövrade han WBA:s fjäderviktstitel, han förlorade den snabbt till Alexis Arguello från Nicarugua. Året efter erövrade han emellertid WBC:s fjäderviktstitel men förlorade även den i sitt första titelförsvar. Efter några år i kylan blev Oliveres mästare en sista gång när han 1979 återtog WBA-titeln i fjädervikt.
Olivares var en jätteidol i sitt hemland och anses av många vara Mexikos näst bäste boxare någonsin efter Julio Cesar Chavez. Olivares är invald i boxningens Hall of Fame.